# Dinera latigena
Dinera latigena là một loài ruồi trong họ Tachinidae.